# Brice Matthieussent
 (juillet 2020).
Si vous disposez d'ouvrages ou d'articles de référence ou si vous connaissez des sites web de qualité traitant du thème abordé ici, merci de compléter l'article en donnant les références utiles à sa vérifiabilité et en les liant à la section « Notes et références ».
Brice Matthieussent, né le 12 janvier 1950 à Paris, est un écrivain, traducteur et éditeur français. Il est aussi professeur d'esthétique et auteur de plusieurs essais critiques.

## Biographie

### Formation
Diplômé de l'École nationale supérieure des mines de Paris en 1973, Brice Matthieussent devient ensuite docteur en philosophie (esthétique) en 1977.

### Carrière
Depuis la fin des années 1970, il se consacre à la traduction en français de littérature anglo-saxonne, notamment américaine. Il a ainsi traduit de grands noms de la littérature contemporaine tels que Charles Bukowski, Wright Morris, Thomas Pynchon, Annie Dillard, John Fante, Paul Bowles, Henry Miller, Jack Kerouac, Jim Harrison, Bret Easton Ellis, Thomas McGuane, Robert McLiam Wilson ou Richard Ford.
Entre 1990 et 2007, il a dirigé la collection « Fictives » chez Christian Bourgois Éditeur, où il a publié de la fiction essentiellement américaine.
Il a codirigé la collection « Bibliothèque américaine » au Mercure de France, avec Michel Gresset et Philippe Jaworsky.
En 1993, il réalise avec Georges Luneau un documentaire sur l'écrivain américain Jim Harrison, Entre chien et loup.
Depuis 2022, il codirige la collection "Amériques" aux éditions du Réalgar (à Saint-Étienne), avec Christian Garcin et Thierry Gillyboeuf, où ils traduisent et publient essentiellement de la poésie américaine.
Brice Matthieussent a en outre été professeur d'esthétique à l'école supérieure des beaux-arts de Marseille. Il a aussi écrit de nombreux textes critiques et collabore à diverses revues, notamment art press, Le Magazine littéraire, La Revue d'esthétique, Esprit, Les Cahiers de l'Herne, Les Épisodes.

### Prix
- 1986 : prix Maurice-Edgar Coindreau de traduction pour l'ensemble de ses traductions de l'année[3]
- 2001 : prix UNESCO-Françoise Gallimard pour Eureka Street de Robert McLiam Wilson
- 2013 : prix Jules-Janin de l'Académie française pour sa traduction de l'œuvre de Jim Harrison

## Œuvre littéraire

### Romans
- Vengeance du traducteur : roman, Paris, P.O.L., 2009, 320 p. (ISBN 978-2-84682-334-0)[4] Prix du style 2010[5]traduction italienne (Massilio Editore, Venise), traduction américaine (Deep Vellum, Dallas)
- Good Vibrations, P.O.L, 2014
- Luxuosa, P.O.L, 2015
- Identités françaises, Phébus, 2017
- Le Joueur et son ombre, Phébus, 2019
- Les Jours noirs, Arléa, 2019
- Amérique fantôme, Arléa, 2021
- Le Couloir rouge, Christian Bourgois, 2022

### Essais
- L'Ère du faux : art, sexe, politique (sous la direction de Pascale Froment et Brice Matthieussent), éditions Autrement, 1992  (ISBN 2-86260-401-1)
- Expositions : pour Walter Benjamin, Fourbis, 1994  (ISBN 2-907374-81-8)
- Jim Harrison de A à W, Christian Bourgois, 1995  (ISBN 2-267-01297-9) - réédité en 2007 sous le titre Jim Harrison de A à X  (ISBN 978-2-267-01923-0)
- Richard Monnier, 1992-1999 : pas à pas..., La Chaufferie (École supérieure des arts décoratifs de Strasbourg), 1996  (ISBN 2-911230-29-9)
- Comment c'est, à propos du travail de Christian Laudy, Bik et Bok (Centre d'art contemporain du SAN à Istres), 2002 (avec Cyril Dumontet)  (ISBN 2-909787-00-1)
- Ping pong : Lucas Mancione, Éd. Villa Saint-Clair, 2002  (ISBN 2-908964-30-9)
- Mari-Mira : chronique d'un art plastique fait maison, L'Œil, 2006  (ISBN 2-35137-025-2)
- Je me souviens de Johannesburg, Editions de l'Oeil, 2006 (avec Wernher Bouwens)
- Tom tit dada : 24 images secondes, La Pionnière, 2006 (en feuillets)
- Custom made : Lionel Scoccimaro, Centre d'arts plastiques de Saint-Fons, 2006 (avec Anaïd Demir)  (ISBN 2-913716-33-4)
- Piotr Klemensiewicz : « Nuance », Archibooks, 2007  (ISBN 978-2-9156-3960-5)
- Petit éloge de l'Amérique, Gallimard, 2024

Entretiens
. Partances, Harry Gruyaert (Par) Brice Matthieussent, André Frère Éditions, 2023 

### Traductions
NB : Les dates indiquées sont celles de la première parution des œuvres en français, dans leur traduction par Brice Matthieussent.
- Ronald Laing, Les Faits de la vie : essai sur les émotions, les faits et les fantasmes, Stock, 1977  (ISBN 2-234-00593-0)
- Gary Snyder, L'Arrière-pays ; (suivi de) Amérique : Île-Tortue, P. J. Oswald, 1977  (ISBN 2-7172-0880-1)
- Jack Kerouac, Vanité de Duluoz : une éducation aventureuse, 1935-1946, Christian Bourgois, 1979  (ISBN 2-267-00179-9)
- Philip Caputo, La Corne de l'Afrique, Albin Michel, 1981 (en collaboration avec Pierre Alien et Philippe Bonnet)  (ISBN 2-226-01162-5)
- Charles Bukowski, Women, Grasset, 1981  (ISBN 2-246-26161-9)
- Edward Behr, La Transfuge, Robert Laffont, 1981  (ISBN 2-221-00660-7)
- Larry Kramer, Fags, Presses de la Renaissance, 1981  (ISBN 2-85616-215-0)
- Robert C. Wilson, La Marche de l'ours, Seghers, 1981  (ISBN 2-221-50235-3)
- Erica Jong, Sorcières, Albin Michel, 1982  (ISBN 2-226-01523-X)
- Charles Bukowski, Au sud de nulle part : contes souterrains, Grasset, 1982  (ISBN 2-246-28261-6)
- Barry Gifford, Les Carnets intimes de Francis Reeves, Presses de la Renaissance, 1983  (ISBN 2-85616-264-9)
- Gore Vidal, Création, Grasset, 1983  (ISBN 2-246-28161-X)
- Nancy Cato, L'Australienne, Presses de la Renaissance, 1984  (ISBN 2-85616-291-6)
- Charles Bukowski, Factotum, Grasset, 1984  (ISBN 2-246-33081-5)
- Joyce Johnson, Personnages secondaires, S. Messinger, 1984  (ISBN 2-86583-040-3)
- Henry Miller, Opus pistorum, Presses de la Renaissance, 1984  (ISBN 2-85616-295-9)
- D.M. Thomas, Poupées russes, Presses de la Renaissance, 1985
- John Fante, Rêves de Bunker Hill, Christian Bourgois, 1985  (ISBN 2-267-00413-5)
- David Payne, Confessions d'un taoïste à Wall Street : le dragon et le tigre, Le Livre de poche, 1987  (ISBN 2-253-04195-5)
- Howard Frank Mosher, Québec Bill Bonhomme, Alinéa, 1987  (ISBN 2-904631-42-9)
- John Fante, La Route de Los Angeles, Christian Bourgois, 1987  (ISBN 2-267-00494-1)
- John Fante, L'Orgie ; (suivi de) 1933 fut une mauvaise année, Christian Bourgois, 1987  (ISBN 2-267-00516-6)
- John Fante, Mon chien Stupide, Christian Bourgois, 1987  (ISBN 2-267-00510-7)
- John Fante, Bandini, 10/18, 1988  (ISBN 2-264-01098-3)
- John Fante, Les Compagnons de la grappe, Christian Bourgois, 1988  (ISBN 2-267-00586-7)
- John Fante, Pleins de vie, Christian Bourgois, 1988  (ISBN 2-267-00549-2)
- Rosamond Smith (aka Joyce Carol Oates), Le département de musique
- Joseph Heller, Catch 22, Grasset, 1988  (ISBN 2-246-26931-8)
- Edward Rutherfurd, Sarum, Presses de la Renaissance, 1988 (en collaboration avec Bernard Ferry)  (ISBN 2-85616-459-5)
- Paul Bowles, L'Écho : nouvelles, Rivages, 1988  (ISBN 2-86930-166-9)
- Robert Coover, Gerald reçoit, Seuil, 1988  (ISBN 2-02-010360-5)
- Jim Harrison, Faux soleil : l'histoire d'un chef d'équipe américain Robert Carvus Strang racontée à Jim Harrison, 10/18, 1988  (ISBN 2-264-01154-8)
- Bret Easton Ellis, Les Lois de l'attraction, Christian Bourgois, 1988  (ISBN 2-267-00-559-X)
- Bret Easton Ellis, Moins que zéro, 10/18, 1988  (ISBN 2-264-01095-9)
- John Fante, Le Vin de la jeunesse, 10/18, 1989  (ISBN 2-264-01326-5)
- Mohammed Mrabet, Le Café de la plage ; (suivi de) La Voix, transcrit et traduit de l'arabe par Paul Bowles ; traduit de l'américain et préfacé par Brice Matthieussent, Christian Bourgois, 1989  (ISBN 2-267-00634-0)
- Paul Bowles, Journal tangérois : 1987-1989, Plon, 1989  (ISBN 2-259-02288-X)
- Susan Sontag, Le Sida et ses métaphores, Christian Bourgois, 1989  (ISBN 2-267-00795-9)
- Richard Ford, Une mort secrète, Payot, 1989  (ISBN 2-228-88197-X)
- Richard Ford, Rock Springs, Payot, 1989  (ISBN 2-228-88174-0)
- Paul Bowles, Un thé sur la montagne, Rivages, 1989  (ISBN 2-86930-250-9)
- Richard Ford, Un week-end dans le Michigan, Payot, 1990  (ISBN 2-228-88242-9)
- Jack Kerouac, Visions de Cody, Christian Bourgois, coll. Fictives, 1990  (ISBN 2-267-00689-8)
- Thomas McGuane, Comment plumer un pigeon, Christian Bourgois, coll. Fictives, 1990  (ISBN 2-267-00695-2)
- Thomas McGuane, Embuscade pour un piano, Christian Bourgois, coll. Fictives, 1990  (ISBN 2-267-00694-4)
- Thomas McGuane, L'Homme qui avait perdu son nom, Christian Bourgois, coll. Fictives, 1990  (ISBN 2-267-00842-4)
- Christopher Isherwood, Le Condor : journal de voyage, Rivages, 1990  (ISBN 2-86930-367-X)
- Rudolf Wurlitzer, Lent fondu au noir, Christian Bourgois, 1990  (ISBN 2-267-00752-5)
- Annie Dillard, Pèlerinage à Tinker Creek, Christian Bourgois, coll. Fictives, 1990  (ISBN 2-267-00851-3)
- John Updike, Un simple regard : essais sur l'art, Horay, 1990  (ISBN 2-7058-0204-5)
- John Fante - Henry Louis Mencken, Correspondance 1930-1952, Christian Bourgois, 1991  (ISBN 2-267-00838-6)
- Guy Davenport, La Bicyclette de Léonard, Christian Bourgois, coll. Fictives, 1991  (ISBN 2-267-00859-9)
- Jim Harrison, Dalva, 10/18, 1991  (ISBN 2-264-01612-4)
- Jim Harrison, La Femme aux lucioles, Christian Bourgois, coll. Fictives, 1991  (ISBN 2-267-00969-2)
- Henry Miller, Jours tranquilles à Clichy, Christian Bourgois, 1991  (ISBN 2-267-00972-2)
- Richard Ford, Le Bout du rouleau, Éditions de l'Olivier, 1992  (ISBN 2-87929-031-7)
- Thomas McGuane, Le Club de chasse, Christian Bourgois, coll. Fictives, 1992  (ISBN 2-267-00696-0)
- Peter Matthiessen, Monsieur Watson doit mourir, Éditions de l'Olivier, 1992  (ISBN 2-87929-004-X)
- Simon Lane, Le Veilleur, Christian Bourgois, coll. Les Derniers Mots, 1992  (ISBN 2-267-01029-1)
- David Cronenberg (d'après le roman de William S. Burroughs), Le Scénario du « Festin nu », Christian Bourgois, coll. Scénarios, 1992  (ISBN 2-267-01110-7)
- Jim Harrison, Entre chien et loup, Christian Bourgois, coll. Fictives, 1993  (ISBN 2-267-01128-X)
- Peter Matthiessen, Far Tortuga, Éditions de l'Olivier, 1993  (ISBN 2-87929-035-X)
- Paul Bowles, In absentia, Christian Bourgois, coll. Fictives, 1993  (ISBN 2-267-00927-7)
- Eric McCormack, L'Inspection des caveaux, Christian Bourgois, coll. Fictives, 1993  (ISBN 2-267-00844-0)
- Annie Dillard, Les Vivants, Christian Bourgois, coll. Fictives, 1994  (ISBN 2-267-01132-8)
- John Fante, La Colère de Dieu : nouvelles, Chardon bleu, 1994  (ISBN 2-86833-081-9)
- Joy Williams, Effractions, Éditions de l'Olivier, 1994  (ISBN 2-87929-013-9)
- Richard Ford, Ma mère, Éditions de l'Olivier, 1994  (ISBN 2-87929-065-1)
- (fr) Barry Gifford et Lawrence Lee (trad. de l'anglais), Les Vies parallèles de Jack Kerouac [« Jack's Book: An Oral Biography of Jack Kerouac »], Paris, Éditions Rivages, coll. « Bibliothèque étrangère » (no 81), 1993 (1re éd. 1978), 470 p. (ISBN 978-2-08-121810-9).
- Barry Gifford, Paysage avec voyageur, Rivages, 1994  (ISBN 2-86930-812-4)
- Thomas McGuane, Rien que du ciel bleu, Christian Bourgois, coll. Fictives, 1994  (ISBN 2-267-01222-7)
- Jim Harrison, Julip, Christian Bourgois, coll. Fictives, 1995  (ISBN 2-267-01296-0)
- Paul Bowles, Leurs mains sont bleues : récits de voyage, Seuil, coll. Points, 1995  (ISBN 2-02-024636-8)
- Rudolph Wurlitzer, Tremblement de terre, Christian Bourgois, coll. Fictives, 1995  (ISBN 2-267-01269-3)
- Pete Dexter, Paperboy, Éditions de l'Olivier, 1996  (ISBN 2-87929-110-0)
- Annie Dillard, En vivant, en écrivant, Christian Bourgois, coll. Fictives, 1996  (ISBN 2-267-01364-9)
- Thomas McGuane, Outsider, Christian Bourgois, coll. Fictives, 1996  (ISBN 2-267-01343-6)
- Rick Bass, Platte river, Christian Bourgois, 1996  (ISBN 2-267-01341-X)
- Robert McLiam Wilson, Ripley Bogle, Christian Bourgois, coll. Fictives, 1996  (ISBN 2-267-01374-6)
- Robert McLiam Wilson, Eureka Street, Christian Bourgois, coll. Fictives, 1997  (ISBN 2-267-01425-4)
- Krissy Kays, Défonce, Alpha bleue, 1998  (ISBN 2-86469-093-4)
- Hanif Kureishi, Intimité, Christian Bourgois, 1998  (ISBN 2-267-01439-4)
- Jim Harrison, La Route du retour, Christian Bourgois, coll. Fictives, 1998  (ISBN 2-267-01463-7)
- Rick Bass, Le Ciel, les étoiles, le monde sauvage, Christian Bourgois, coll. Fictives, 1999  (ISBN 2-267-01486-6)
- Jim Harrison, Lettres à Essenine, Christian Bourgois, coll. Fictives, 1999  (ISBN 2-267-01513-7)
- Jim Harrison, Lointains & Ghâzals, Christian Bourgois, coll. Fictives, 1999  (ISBN 2-267-01514-5)
- Denis Johnson, Déjà mort : roman gothique californien, Christian Bourgois, coll. Fictives, 2000  (ISBN 2-267-01558-7)
- Denis Johnson, Le Nom du monde, Christian Bourgois, coll. Fictives, 2000  (ISBN 2-267-01559-5)
- Jim Harrison, En route vers l'Ouest, Christian Bourgois, coll. Fictives, 2000  (ISBN 2-267-01551-X)
- Jim Harrison, Le Garçon qui s'enfuit dans les bois, Seuil jeunesse / Christian Bourgois, 2001  (ISBN 2-02-051400-1)
- Jonathan Ames, L'Homme de compagnie, Christian Bourgois, coll. Fictives, 2001  (ISBN 2-267-01586-2)
- Thomas Pynchon, Mason & Dixon, Seuil, 2001 (en collaboration avec Claro)  (ISBN 2-02-032792-9)
- John Fante, Grosse Faim : nouvelles 1932-1959, Christian Bourgois, 2001  (ISBN 2-267-01585-4)
- Jim Harrison, Aventures d'un gourmand vagabond, Christian Bourgois, coll. Fictives, 2002  (ISBN 2-267-01633-8)
- Judith Butler, La Vie psychique du pouvoir : l'assujettissement en théories, Léo Scheer, 2002  (ISBN 2-914172-58-3)
- Tom Spanbauer, Dans la ville des chasseurs solitaires, Robert Laffont, 2003  (ISBN 2-221-09562-6)
- Nora Okja Keller, Fox girl, L'Éclose, 2003  (ISBN 2-914963-04-1)
- Robert McLiam Wilson, La Douleur de Manfred, Christian Bourgois, coll. Fictives, 2003  (ISBN 2-267-01689-3)
- Denis Johnson, Des étoiles à midi, Christian Bourgois, coll. Fictives, 2003  (ISBN 2-267-01651-6)
- Jim Harrison, En marge : mémoires, Christian Bourgois, coll. Fictives, 2003  (ISBN 2-267-01682-6)
- Jim Harrison, De Marquette à Veracruz, Christian Bourgois, coll. Fictives, 2004  (ISBN 2-267-01731-8)
- Manny Farber, Espace négatif, P.O.L., 2004  (ISBN 2-84682-003-1)
- Denis Johnson, Un pendu ressuscité, Christian Bourgois, coll. Fictives, 2004  (ISBN 2-267-01706-7)
- Joseph Heller, Catch 23 : nouvelles et autres textes, Grasset, 2004  (ISBN 2-246-65751-2)
- Patricia Schonstein, Skyline, L'Éclose, 2004  (ISBN 2-914963-05-X)
- Richard Fariña, L'avenir n'est plus ce qu'il était, Calmann-Lévy, 2005  (ISBN 2-7021-3595-1)
- Douglas Cowie, Owen Noone & Marauder, Christian Bourgois, 2005  (ISBN 2-267-01783-0)
- Adam Zameenzad, Pepsi et Maria, Christian Bourgois, 2005  (ISBN 2-267-01770-9)
- Robert McLiam Wilson, Les Dépossédés, Christian Bourgois, coll. Fictives, 2005  (ISBN 2-267-01787-3)
- Patricia Schonstein, Angeli, L'Éclose, 2006  (ISBN 2-914963-08-4)
- Jim Harrison, L'Été où il faillit mourir, Christian Bourgois, coll. Fictives, 2006  (ISBN 2-267-01810-1)
- Denis Johnson, Rêves de train, Christian Bourgois, coll. Fictives, 2006  (ISBN 978-2-267-01879-0)
- Hitomi Kanehara, Serpents et Piercings, traduit du japonais par David Karashima ; traduit de l'américain par Brice Matthieussent, Grasset, 2006  (ISBN 2-246-69491-4)
- Jim Harrison, Retour en terre, Christian Bourgois, coll. Fictives, 2007  (ISBN 978-2-267-01920-9)
- Melanie Wallace, Sauvages, Grasset, 2007  (ISBN 978-2-246-70841-4)
- Ron Butlin, Appartenance, Stock, 2007  (ISBN 978-2-234-06021-0)
- Alan Warner, Le Dernier Paradis de Manolo, Christian Bourgois, coll. Fictives, 2007  (ISBN 978-2-267-01931-5)
- Melanie Wallace, La Vigilante, Grasset, 2008  (ISBN 978-2-246-71241-1)
- Jim Harrison, Une Odyssée américaine, Flammarion, 2009
- Glenn Taylor, La Ballade de Gueule-Tranchée, Grasset, 2010
- Jim Harrison, Les Jeux de la nuit, Flammarion, 2010
- Henry-David Thoreau,  Walden , préface de Jim Harrison, postface et notes de Michel Granger, Le Mot et le Reste, coll. Attitudes, 2011
- Gerald Murnane, Les Plaines, P.O.L., 2011  (ISBN 978-2-8180-0383-1)
- Jim Harrison, Grand maître, Flammarion, 2012
- Jim Harrison, Une heure de jour en moins, Flammarion, 2012
- Mary Horlock, Le Livre des mensonges, P.O.L, 2012
- Glenn Taylor, Un homme loyal, Grasset, 2013
- Jeremy Chambers, Le Grand Ordinaire, Grasset, 2013
- Sesshu Foster, Atomik Aztex, Passage du Nord-Ouest, 2013
- Henry-David Thoreau, Journal, Le Mot et le Reste, 2014
- Jim Harrison, Nageur de rivière, Flammarion, 2014
- Charles Frazier, L'Orée de la nuit, Grasset, 2015
- Jim Harrison, Péchés capitaux, Flammarion, 2015
- Clayton Lindemuth, Une contrée paisible et froide, Le Seuil, 2015
- Carl Watson, Hank Stone et le cœur de craie, Vagabonde, 2015
- Gerald Murnane, Tamarisk Row, Buchet-Chastel, 2016
- Glenn Taylor, Pendaison à Cinder Bottom, Grasset, 2016
- Jim Harrison, Le Vieux Saltimbanque, Flammarion, 2016
- Melanie Wallace, Traverser l'hiver, Grasset, 2017
- Baird Harper, Demain sans toi, Grasset, 2017
- Jim Harrison, Dernières nouvelles, Flammarion, 2017
- Saleem Haddad, Guapa, Tamyras, 2018
- Ernest Callenbach, Écotopia, Rue de l'Échiquier, 2018
- Gerald Murnane, Lopin d'orge, Bourgois, 2021
- Jim Harrison, Légendes d'automne (nouvelle traduction et préface), Flammarion, 2018
- Denis Johnson, La Générosité de la sirène, Christian Bourgois, 2018
- Jim Harrison, Un sacré gueuleton, Flammarion, 2018
- Rick Bass, Sur la route et en cuisine, Bourgois, 2019
- Amy Hassinger, La Crue, Rue de l'Echiquier, 2019
- Wright Morris, Fragments de temps, Xavier Barral, 2019
- James A. McLaughlin, Dans la gueule de l'ours, Rue de l'Echiquier, 2020
- Annie Dillard, Billets pour un moulin à prières, Héros-Limite, 2020
- Jim Harrison, La Position du mort flottant, (postface), Héros-Limite, 2020
- Rick Bass, La rivière en hiver, Christian Bourgois, 2020
- Wright Morris, Chant des plaines, (préface), Christian Bourgois, 2021
- Norman Lock, Un Fugitif à Walden, Rue de l'Echiquier, 2021
- Wright Morris, Le Champ de vision, Christian Bourgois, 2022
- Kenneth White, Entre deux mondes, Le Mot et le Reste, 2021
- Tania James, D'Ivoire et de sang, Rue de l'Echiquier, 2021
- William Gardner Smith, Le Visage de pierre, Christian Bourgois, 2021
- Jim Harrison, La recherche de l'authentique, (préface) Flammarion, 2021
- Madeleine Watts, Triple Zero, Rue de l'échiquier, 2022
- E.E. Cummings, XAIPE, Héros-Limite, 2022
- Gary Snyder, L'Arrière-pays, (préface), Le Réalgar, 2022
- Robert Adams, "Pourquoi photographier", (avec Agnès Sire), Editions EXB, 2022
- John Berger, Le Fruit de leur travail", trilogie romanesque, Héros-Limite, 2023
- Carl Watson, Les Idylles de la complicité, Vagabonde, 2023
- Vladimir Nabokov, pour "Cahiers de l'Herne", texte et traductions, 2023
- Vera Nabokov, Journal, Cahiers de l'Herne, 2023
- Jim Harrison, textes inédits, pour Quarto, Gallimard, 2024
- Greg Dening, "Le Bounty : Passion, pouvoir, théâtre, histoire d'une mutinerie", Anacharsis, 2023
- Gary Snyder, "Poèmes, brouillons, traductions inédits", le Réalgar, 2024
- Joy Williams, "Tourment", Actes-Sud, 2023
- James Agee, Walker Evans, "Louons maintenant les grands hommes", 2025

Denis Johnson, The Incognito Lounge, Le Réalgar, 2025
Lawrence Osborne, Java Road, L'Herne, 2025 
Lawrence Osborne, Un fantôme à Macao, L'Herne, 2025 
Joan Didion, Entretiens, Éditions de la Promenade, 2025 
Jim Harrison, Blue Moon in Kentucky, Héros-Limite, 2025 
Jim Harrison, Chants de déraison, Le Réalgar, 2025 
Richard Hugo, La Femme au Réservoir de Kicking Horse, Le Réalgar, 2026 
Richard Hugo, Ce que tu aimes demeure américain, Le Réalgar, 2026 

### Sources
- Brice Matthieussent sur le site du prix Chronos de littérature